# Port lotniczy Niokolo-Koba
Port lotniczy Niokolo-Koba (IATA: NIK) – port lotniczy położony w Niokolo-Koba, w Senegalu.